# استان پوکه
استان پوکه (به آلبانیایی: Rrethi i Pukës) یکی از استان‌های سی‌وشش‌گانه کشور آلبانی است.
جمعیت این استان ۳۴ هزار نفر است (سال ۲۰۰۴) و نام آن از شهر اصلی این استان به نام پوکه (آلبانی)پوکه گرفته شده‌است.